# Slobodan Kuzmanovski
Slobodan Kuzmanovski (Šabac, 11 de junho de 1962) é um ex-handebolista profissional croata, campeão olímpico pela Seleção Iugoslava em 1984. 
Slobodan Kuzmanovski fez parte do elenco medalha de ouro de Los Angeles 1984, e bronze em Seul 1988. Em Olimpíadas jogou 10 partidas anotando 9 gols.

## Títulos
- Jogos Olímpicos:
  - Ouro: 1984
  - Bronze: 1988